# مرد بدون بدن
مرد بدون بدن (انگلیسی: The Man Without a Body) فیلمی در ژانر ترسناک به کارگردانی چارلز ساندرز است که در سال ۱۹۵۷ منتشر شد.